# Autoportrait en allégorie de la peinture
Pour les articles homonymes, voir Autoportrait (homonymie).
L’Autoportrait en allégorie de la peinture est un tableau peint par Artemisia Gentileschi vers 1638-1639. Il est conservé au château de Windsor à Londres et fait partie de la Royal Collection appartenant à la couronne britannique.

## Historique
L'Autoportrait en allégorie de la peinture est probablement réalisé par Artemisia Gentileschi pendant son séjour en Angleterre, où elle arrive en 1638 à l'invitation du roi Charles Ier pour y rejoindre son père Orazio.
Le tableau fait partie de l'inventaire des biens du roi établi après son exécution en 1649. Vendu en 1651, il redevient propriété royale à la Restauration. Il est conservé au château de Windsor.

## Description
Artémisia Gentileschi utilise son image pour symboliser et personnifier la peinture.

## Analyse
Mary Garrard historienne de l'art à l'American University note qu'elle utilise dans cet autoportrait les attributs prêtés à l'allégorie de la peinture par son contemporain Cesare Ripa dans son Iconologie parue en  1593, à savoir un médaillon où figure un masque (symbole de l'imitation), des boucles rebelles dans sa chevelure (pour la frénésie de l'artiste) et le moiré du tissu de sa robe (qui représente la capacité des peintres à représenter les reflets). Elle est ainsi la première à avoir l'idée de mêler à son portrait l'allégorie de l'art qu'elle exerce, ce qu'aucun homme ne pouvait réaliser car la peinture était traditionnellement toujours représentée comme une femme.

## Œuvres en relation
Une œuvre complémentaire, réalisée à la même période, est parfois attribuée à Artémisia Gentileschi . L'Allégorie de la Peinture est conservée au musée de Tessé, au Mans, en France. La peinture endormie y est représentée dénudée, avec sa palette et un masque symbolisant l'imitation.